# 加拿大退伍军人事务部
加拿大退伍军人事务部（英語：Veterans Affairs Canada，简称VAC）是加拿大政府负责给战争老兵、軍隊和皇家騎警退役和现役人员及其家属提供养老金、福利和服务的部门。

## 历史
1928年，养老金和国民卫生部门负责照顾从一战中返回的伤病老兵。二战后，在大量老兵的明确要求下，加拿大政府成立了单独处理老兵事务的退伍军人部。同年，在加拿大第10位总理麦肯齐·金主导下，国会通过了相关法案。